# Kolo plné hvězd
Kolo plné hvězd je zábavný televizní pořad České televize z roku 2011, kterým provází Aleš Cibulka.

## Formát pořadu
Tento pořad se odlišuje od ostatních talk show svým formátem. Moderátor si povídá s jedním hostem. Ten taky točí kolem, na kterém je 64 políček, na každém políčku je nějaká taneční, zábavná, hudební nebo jakákoli jiná scénka. Poté, co vytočí host nějakou osobnost, má na výběr buď ze tří, nebo ze dvou možností.

## Produkce a vysílání
Česká televize pořad vysílala od 8. září 2011. Byl vysílán ve čtvrtek večer na ČT1 a v počátcích měl nadprůměrnou sledovanost. Např. do té doby nejsledovanější díl z 6. října s hostem Václavem Vydrou měl podle údajů ČT sledovanost 824 tisíc diváků včetně dětí, přičemž tři čtvrtiny publika tvořili lidé starší 45 let. V novém vysílacím schématu od ledna 2012 už se však pořad neobjevil.
Dne 4. ledna 2013 Česká televize odvysílala ještě jeden díl s hostem Zdeňkem Troškou.

## Díly a hosté pořadu
| Díl | Premiéra           | Host                |
| --- | ------------------ | ------------------- |
| 1   | 8. září 2011       | Martin Dejdar       |
| 2   | 15. září 2011      | Lucie Vondráčková   |
| 3   | 22. září 2011      | Naďa Konvalinková   |
| 4   | 29. září 2011      | Roman Vojtek        |
| 5   | 6. října 2011      | Václav Vydra        |
| 6   | 13. října 2011     | Josef Dvořák        |
| 7   | 20. října 2011     | Veronika Žilková    |
| 8   | 27. října 2011     | Alexander Hemala    |
| 9   | 3. listopadu 2011  | Jolana Voldánová    |
| 10  | 10. listopadu 2011 | Petr Jablonský      |
| 11  | 24. listopadu 2011 | Dagmar Patrasová    |
| 12  | 1. prosince 2011   | Yvonne Přenosilová  |
| 13  | 8. prosince 2011   | Ondřej Havelka      |
| 14  | 15. prosince 2011  | Kateřina Macháčková |
| 15  | 22. prosince 2011  | Petr Vacek          |
| 16  | 4. ledna 2013      | Zdeněk Troška       |

## Recenze
- Mirka Spáčilová, iDNES.cz, 19. září 2011 [7]